# System Center Operations Manager
 (septembre 2020).
Si vous disposez d'ouvrages ou d'articles de référence ou si vous connaissez des sites web de qualité traitant du thème abordé ici, merci de compléter l'article en donnant les références utiles à sa vérifiabilité et en les liant à la section « Notes et références ».
System Center Operations Manager (SCOM, anciennement connu sous le nom de MOM - Microsoft Operations Manager), est un outil de Microsoft destiné à la surveillance de performance et d’événements de systèmes Windows.
Cet outil permet la supervision d’ordinateurs interconnectés par un ou plusieurs réseaux. Tous les produits serveurs de Microsoft, comme Active Directory, SQL Server, Exchange Server et SCOM lui-même peuvent être supervisés par SCOM. 
Ce produit vient à l’origine de SeNTry ELM, un système de supervision réseau développé par l’éditeur britannique ServerWare group plc. En juin 1998, les droits ont été achetés par Mission Critical Software, qui fusionna avec NetIQ avant d’être racheté par Attachmate.

## Concepts

System Center Operations Manager: principaux composants du produit.

La solution repose sur le principe d’un programme appelé agent, installé sur la machine à superviser. 
Cet agent scrute plusieurs sources d’information, comme le journal d’événements, les compteurs de performance ou des codes de retour générés par les applications et envoie les informations pertinentes au serveur.
Le serveur conserve les informations dans une base de données qui permet ainsi de disposer  de l’historique des alertes. Lorsque les conditions d’une alerte sont remplies, le serveur déclenche des alertes. 
Un mécanisme de filtre entre en action à l’arrivée d’informations. Des règles en fonction du contexte et de la configuration permettent d’envoyer une notification (par courriel, ou sur un pager), de générer un ticket d’incident, ou de déclencher une action (un script par exemple) afin de corriger sans intervention l’anomalie détectée.
SCOM s’appuie sur des Management Packs, qui sont les ensembles de règles et d’informations nécessaires à la supervision d’une application spécifique.
Microsoft et nombre d’éditeurs proposent des Management Packs pour leurs applications, et il est également possible de créer ses propres Management Packs. 
SCOM propose des rôles : ainsi, l’administrateur sera habilité à installer des agents, à configurer les différentes règles ou encore à créer des management packs, tandis que le droit de visualisation des alertes récentes peut être accordé à de simples utilisateurs du domaine.
Plusieurs serveurs SCOM peuvent coopérer pour gérer des infrastructures complexes, caractérisées par des réseaux ou des espaces de sécurité différents. 
Un mécanisme de connecteur permet aux différents serveurs d’échanger des informations avec d’autres outils de supervision.

## L’interface en ligne de commande
OpsMgr comporte une nouvelle interface en ligne de commande qui est une instance personnalisée de Windows Powershell. Elle offre un accès en mode interactif ou par script aux différentes données et fonctions d’OpsMgr. Cette interface s’appuie sur le Framework 2.0 et est en fait un sur-ensemble des commandes et fonctions de Powershell, ce qui permet d’automatiser l’administration de OpsMgr.

## Flux et sécurité
Scom communique à travers le réseau informatique  en TCP/IP entre l'ensemble de ces composants.
il est important pour le bon fonctionnement de SCOM de les connaître et de les ouvrir, mais aussi de connaître le sens des Flux.
l'agent vers les Serveurs Manager (RMS, MS, GW)  : Flux 5723 

Les serveurs vers la base de données : Flux 1433

## Versions d’Operations Manager
- Microsoft Operations Manager 2000
- Microsoft Operations Manager 2005
- Microsoft Operations Manager 2005 Service Pack 1
- System Center Operations Manager 2007
- System Center Operations Manager 2007 Service Pack 1
- System Center Operations Manager 2007 R2
- System Center Operations Manager 2012
- System Center Operations Manager 2012 Service Pack 1
- System Center Operations Manager 2012 R2
- System Center Operations Manager 2016
- System Center Operations Manager 1801

## Liens
- (en) HomePage US
- (fr) HomePage FR